# Плосьниця
Плосьниця (пол. Płośnica, нім. Heinrichsdorf) — село в Польщі, у гміні Плосьниця Дзялдовського повіту Вармінсько-Мазурського воєводства.
Населення — 1047 осіб (2011).
У 1975-1998 роках село належало до Цехановського воєводства.

## Демографія
Демографічна структура станом на 31 березня 2011 року:
|          | Загалом | Допрацездатний вік | Працездатний вік | Постпрацездатний вік |
| -------- | ------- | ------------------ | ---------------- | -------------------- |
| Чоловіки | 520     | 124                | 346              | 50                   |
| Жінки    | 527     | 125                | 298              | 104                  |
| Разом    | 1047    | 249                | 644              | 154                  |